# Nausibius repandus
Nausibius repandus là một loài bọ cánh cứng trong họ Silvanidae. Loài này được LeConte miêu tả khoa học năm 1866.